# Vera Tax
Vera Tax (Venlo, 8 februari 1972) is een Nederlands politica. Namens de Partij van de Arbeid (PvdA) was zij van 2 juli 2019 tot en met 15 juli 2024 lid van het Europees Parlement.

## Loopbaan
Tax groeide op in Velden en doorliep het St. Thomascollege in Venlo. Ze volgde de opleiding Docent Design en Visuele Communicatie aan de Hogeschool in Sittard. Tax werkte kort in het middelbare onderwijs en daarna bij een reclamebureau. In 1999 werd ze lid van de commissie cultuureducatie van de Raad voor Cultuur. Vanaf 2000 assisteerde ze de PvdA-fractie in de Venlose gemeenteraad en vanaf 2006 was ze raadslid. Tussen 2010 en 2014 was Tax fractievoorzitter. Hierna werd ze wethouder van Venlo met de portefeuille  sociale zaken, welzijn, jeugd, sport en evenementen. In mei 2017 stapte ze op tijdens een debat over een miljoenentekort bij de zorgtaken. Tax was een jaar directeur zorg bij een zorgverlener. Bij de Europese Parlementsverkiezingen 2019 werd Tax verkozen en op 2 juli geïnstalleerd als Europarlementariër, wat ze zou blijven tot en met 15 juli 2024.

## Privéleven
Tax heeft een relatie met Jasper Kuntzelaers, gedeputeerde in de provincie Limburg namens de PvdA. Zij heeft twee dochters uit een eerdere relatie.
- Parlement.com: vkyvixf1yuog